# ミンコフスキー汎関数
数学の関数解析学の分野におけるミンコフスキー汎関数（ミンコフスキーはんかんすう、英: Minkowski functional）とは、線型空間上に距離の概念をもたらすような関数のことである。
K を、線型空間 V に含まれる対称な凸体とする。V 上の関数 p を
{\displaystyle p(x)=\inf\{\lambda \in \mathbb {R} _{>0}:x\in \lambda K\}}
によって定める（ただしこの右辺が well-defined である場合）。

## 動機

### 例1
ノルム線型空間 X を考える。そのノルムは ||·|| で表されるものとする。K を、X に含まれる単位球とする。関数 p: X → R を
{\displaystyle p(x)=\inf \left\{r>0:x\in rK\right\}}
によって定める。このとき、{\displaystyle p(x)=\|x\|} が成立するため、p はまさしく X 上のノルムということになる。この p はミンコフスキー汎関数の特別な例である。

### 例2
X を、スカラーの体（基礎体）K による位相を備えない線型空間とする。φ ∈ X′　を、X の代数的双対とする。すなわち、φ: X → K は X 上の線型汎関数である。a > 0 を固定し、集合 K を
{\displaystyle K=\{x\in X:|\varphi (x)|\leq a\}}
によって定める。ふたたび、関数
{\displaystyle p(x)=\inf \left\{r>0:x\in rK\right\}}
を定める。すると、
{\displaystyle p(x)={\frac {1}{a}}|\varphi (x)|}
が成立する。この関数 p(x) もミンコフスキー汎関数の特別な例である。これは次のような性質を備えている:
1. 劣加法的である: p(x + y) ≤ p(x) + p(y).
2. 同次的である: すべての α ∈ K に対して、p(α x) = |α| p(x) が成り立つ。
3. 非負である。

以上の性質から p は、誘導位相を備えた X 上の半ノルムということになる。これは「良い」集合を通して定義されたミンコフスキー汎関数の特性である。半ノルムと、そのような集合によって与えられたミンコフスキー汎関数との間には一対一の対応が存在する。ここで言う「良い」という語の正式な意味は、後述の節を参照されたい。
強い条件の要請されるノルムと比較して、半ノルムであるこの場合では p(x) = 0 は必ずしも x = 0 を意味しないことに注意されたい。上の例では、φ の核にはゼロでない x が含まれている。したがって、結果として導かれる位相は必ずしもハウスドルフではない。

## 定義
上の例では、与えられた（複素あるいは実）線型空間 X およびその部分集合 K に対し、対応するミンコフスキー汎関数
{\displaystyle p_{K}\colon X\to [0,\infty )}
を
{\displaystyle p_{K}(x)=\inf\{r>0:x\in rK\}}
によって定義することが出来ると示唆していた。このような関数はしばしば {\displaystyle K} の計測関数（gauge）と呼ばれる。
この定義では、非明示的に 0 ∈ K および、集合 {r > 0: x ∈ r K} が空でないことが仮定されている。pK が半ノルムの性質を備えるためには、K にさらなる追加条件が必要となる。それは次のようなものである:
1. K は凸である（これは pK の劣加法性を意味する）。
2. K は均衡である。すなわち、すべての |α| ≤ 1 に対して αK ⊂ K が成立する（これは pK の同次性を意味する）。

これらの条件を満たす集合 K は、絶対凸と呼ばれる。

### Kの凸性
K の凸性は関数 pK の劣加法性を意味する、ということは次のような簡単な幾何的な議論によって示される: 便宜的に pK(x) = pK(y) = r を仮定する。すると、任意の ε > 0 に対して x, y ∈ (r + ε) K = K′ となる。K が凸であるという仮定により、 K'  もまた凸であることが分かる。したがって、½ x + ½ y は  K'  に含まれる。ミンコフスキー汎関数 pK の定義により、
{\displaystyle p_{K}\left({\frac {1}{2}}x+{\frac {1}{2}}y\right)\leq r+\epsilon ={\frac {1}{2}}p_{K}(x)+{\frac {1}{2}}p_{K}(y)+\epsilon }
が得られるが、この左辺は ½ pK(x + y) であるため、
{\displaystyle p_{K}(x+y)\leq p_{K}(x)+p_{K}(y)+\epsilon \quad \forall \epsilon >0}
が得られる。これが劣加法性に関する求める不等式である。一般の pK(x) > pK(y) の場合については、簡単な修正を加えることで分かる。
注意 集合 {r > 0: x ∈ r K} が空でないという元々の仮定の下で K が凸であるということは、K が吸収的集合であることを意味する。

### Kの均衡性
K が均衡であるということは
{\displaystyle \lambda x\in rK\quad {\mbox{if and only if}}\quad x\in {\frac {r}{|\lambda |}}K}
を意味することに注意されたい。したがって、
{\displaystyle p_{K}(\lambda x)=\inf \left\{r>0:\lambda x\in rK\right\}=\inf \left\{r>0:x\in {\frac {r}{|\lambda |}}K\right\}=\inf \left\{|\lambda |{\frac {r}{|\lambda |}}>0:x\in {\frac {r}{|\lambda |}}K\right\}=|\lambda |p_{K}(x)}
を得る。